# Prionosternum nitidiceps
Prionosternum nitidiceps is een spinnensoort uit de familie Lamponidae. De soort komt voor in het zuiden van Australië en Tasmanië.